# Casco histórico de Vicálvaro
El Casco Histórico de Vicálvaro es el principal de los 4 barrios que conforman el distrito de Vicálvaro, perteneciente al término municipal de Madrid. Corresponde a la trama urbana del casco antiguo del pueblo de Vicálvaro.
Dentro de él se encuentra un campus de la Universidad Rey Juan Carlos. También se encuentran monumentos como la Iglesia Santa María la Antigua o la Necrópolis de la Almudena.

## Límites
El barrio está limitado por la M-45, la M-50 y la A-3.